# БМ-21 «Град»
БМ-21 «Град» (абр. від Бойова́ маши́на, Індекс ГРАУ 9К51) — реактивна система залпового вогню калібру 122 мм. Розроблена в СРСР, випускалася на базі шасі вантажівки Урал-375 з установленою пусковою установкою 2Б5. БМ-21 «Град» є розвитком установки залпового вогню «Катюша», а також базою для інших систем, зокрема 9К55 «Град-1».

## Історія створення
Розробка системи почалася 30 травня 1960 на підставі Постанови Ради Міністрів СРСР № 578-236. Основні роботи відбувались у НДІ-147. Конструкторська задача полягала у створенні пускової установки на базі серійного автомобіля. Перші заводські випробування БМ-21 відбулись наприкінці 1961 року. 28 березня 1963 систему взяли на озброєння Збройні сили СРСР, а серійне виробництво розпочато 1964 року.

## Призначення та склад
БМ-21 «Град» призначена для загальної вогневої підтримки дивізій і бригад, ураження живої сили, бронетехніки і неброньованої техніки, польових укріплень, постановки мінних полів, димових завіс і радіоперешкод, створення осередків загоряння, освітлення поля бою, ведення агітації.
Реактивна система залпового вогню БМ-21 (9К51) складалася з:
- пускової установки (Індекс ГРАУ 2Б5),
- 122-мм некерованих реактивних снарядів (зокрема 9М22, 9М23, М-21ОФ, 9М22У, 9М22С, 9М42, 9М43, 3М16, 9М519-1…7),
- системи управління вогнем,
- транспортно-зарядної машини (наприклад, 9Т450 на основі ЗІЛ-131 зі стелажами 9Ф37).

З метою підготування даних для стрільби в складі батареї РСЗВ БМ-21 була машина управління 1В110 «Береза». Замість неї можуть використовувати інші системи управління вогнем, зокрема 1В126 «Капустник-Б».
Польова 122-мм дивізіонна реактивна система залпового вогню БМ-21 «Град» призначена для ураження відкритої і прикритої живої сили, неброньованої техніки і бронетранспортерів у районі зосередження, артилерійських і мінометних батарей, командних пунктів та інших цілей.
Пускова установка складається з артилерійської частини та автомобільного шасі. Артилерійська частина складається з пакета 40 напрямних труб, які встановлені на основу, що може обертатися та дозволяє наводити у вертикальній та горизонтальній площинах.
Напрямні труби мають довжину близько 3 метрів, діаметр гладкого ствола дорівнює 122,4 мм. Для надання снаряду обертального руху в стінці напрямної труби зроблено П-подібний паз, в якому ковзає штифт снаряду.
Для часткового врівноваження та полегшення наведення система має механізм врівноваження, що складається з двох торсіонів.

## Модифікації

### Основні
- 9К51 БМ-21 «Град» — базовий варіант РСЗВ з 40-ствольною пусковою установкою на шасі Урал-375;
- 9К54 «Град-В» — авіадесантована РСЗВ з бойовою машиною БМ-21В з 12 напрямними на шасі ГАЗ-66, здатна вести вогонь усіма снарядами БМ-21;
  - «Град-ВД»[ru] — являє собою гусеничний варіант системи "Град-В" з бойовою машиною БМ-21ВД з 12 напрямними і транспортно-зарядною машиною на базі бронетранспортера БТР-Д.
- 9К55 «Град-1» — РСЗВ з 36 стволами для озброєння артилерійських підрозділів полкової ланки;
  - 9К55-1 «Град-1» — являє собою гусеничний варіант системи «Град-1» з бойовою машиною 9П139 на базі шасі самохідної гаубиці 2С1 «Гвоздика» з 36 напрямними та транспортно-заряджувальною машиною 9Т451 на базі багатоцільового тягача МТ.
- 9К59 «Пріма»[ru] — багатоцільова РСЗВ багатоцільового призначення з 50 стволами;
- А-215 «Град-М» — корабельна РСЗВ для озброєння десантних кораблів ВМФ;
- ДП-62 «Дамба»[ru] — РСЗВ з бойовою машиною БМ-21ПД для захисту військово-морських баз від водолазів та морських десантів;
- 9П132 «Град-П» — полегшена одноствольна переносна установка для ведення вогню реактивними снарядами «Град-П»;
- 9К510 «Ілюмінація» — реактивна система для стрільби освітлювальними снарядами;

### Модифікації бойових машин
- 2Б5  - бойова машина БМ-21 РСЗВ 9К51 на шасі Урал-375Д .
- 2Б17  - бойова машина БМ-21-1 РСЗВ 9К51 на шасі Урал-4320.
  - 2Б17-1  - експортний варіант бойової машини БМ-21-1 на шасі Урал-4320, оснащений автоматизованою системою управління наведенням та вогнем.
  - 2Б17М  - модернізована бойова машина БМ-21-1 РСЗВ 9К51М «Торнадо-Г» на шасі Урал-4320.
- БМ-21-1 — бойова машина, в якій традиційний комплект напрямних замінено на пакет одноразових транспортно-пускових контейнерів з композитних матеріалів.

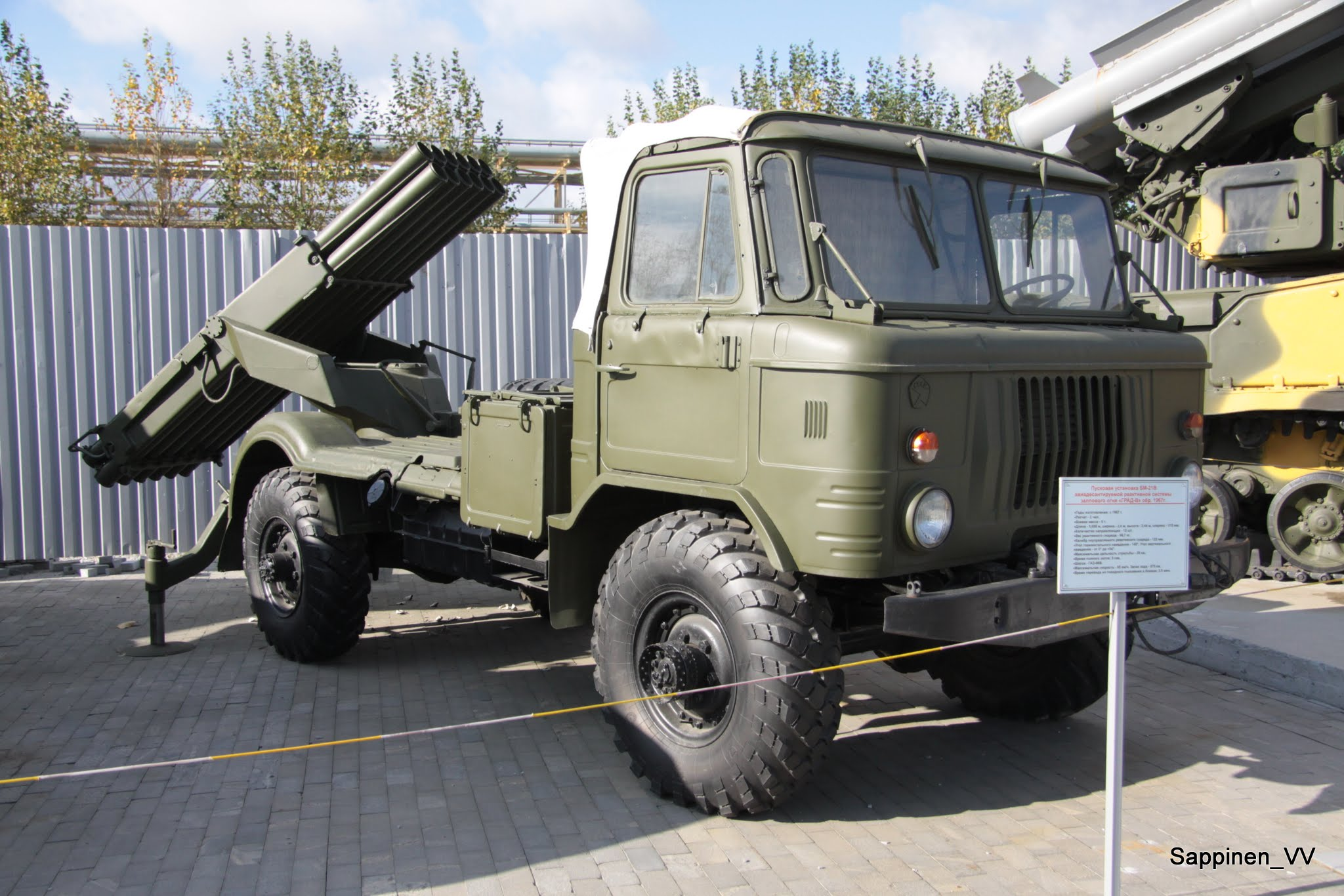
9П125 БМ-21В «Град-В»
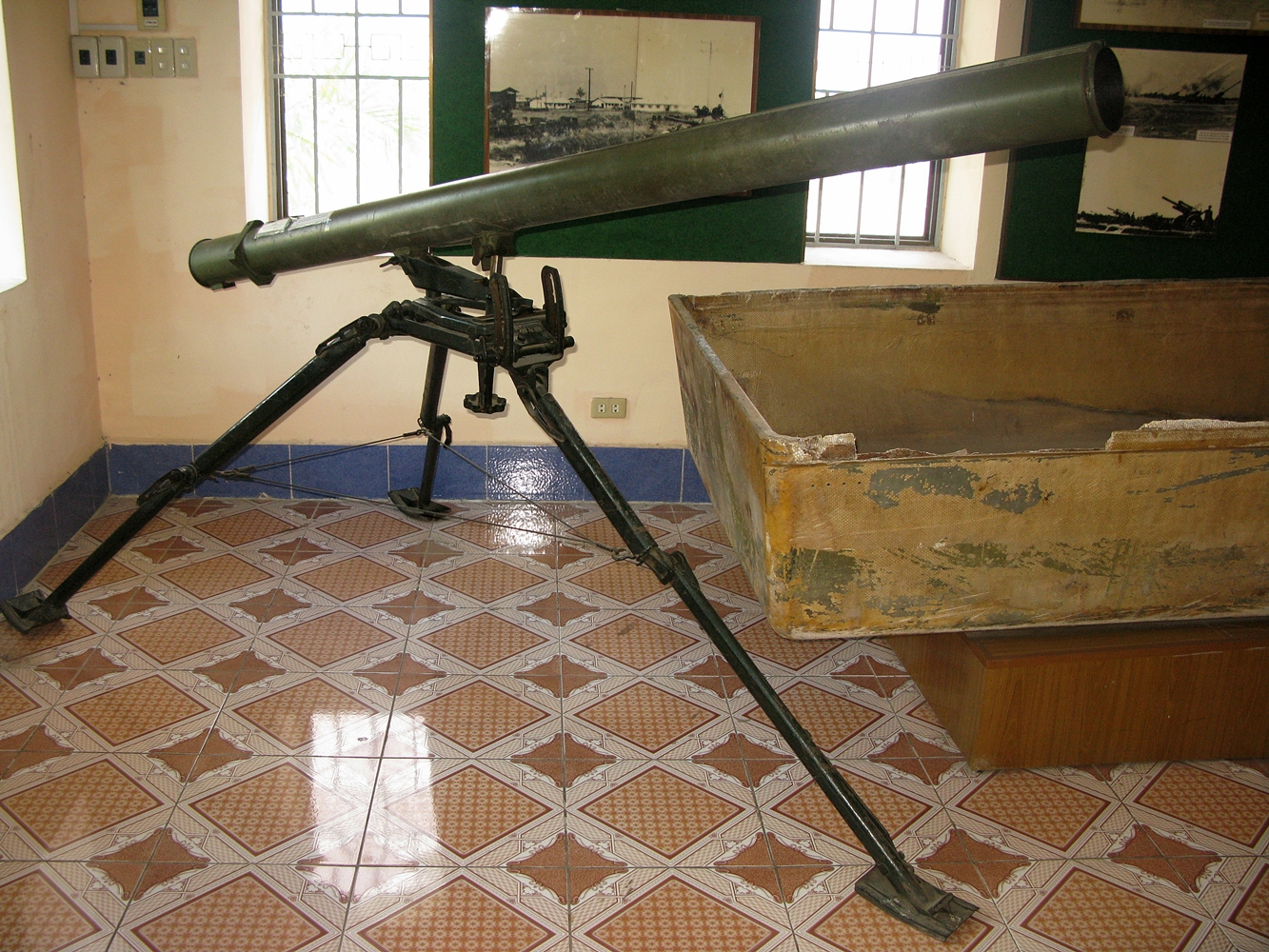
9П132 «Град-П»
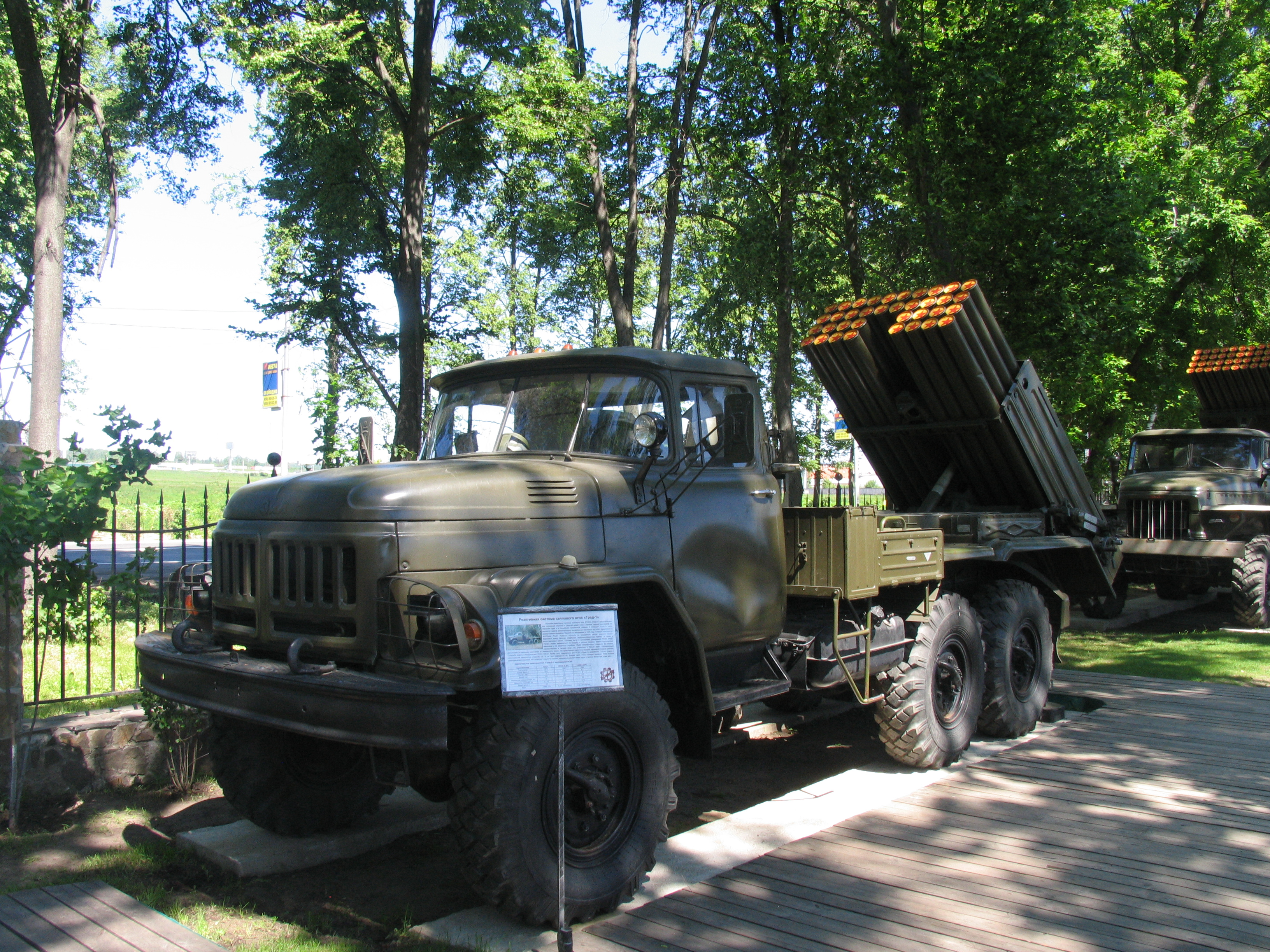
9П138 9К55 «Град-1»

#### Білорусь
Бойові машини БМ-21 «Град-1А» БелГрад є модернізацією наявних бойових машин «Град» радянського виробництва за допомогою перенесення артилерійської частини з шасі автомобіля Урал-375Д на нове доопрацьоване шасі автомобіля МАЗ-6317. Створення почалося 1997, прийнята на озброєння 2001.

#### Грузія
У 2012 на озброєння грузинської армії був прийнятий місцевий варіант БМ-21 на базі броньованого українського КрАЗ-6322 — ZCRS-122 Magaria.

#### Казахстан
Державне підприємство «Казтехнології» на виставці озброєнь KADEX 2016 представило власний варіант модернізації, який набув назви БМ-21 МАРС «Град», або КазГРАД 1КГБК15. Нова установка побудована на шасі КамАЗ з додатковим бронюванням кабіни. На даху кабіни встановлений кулемет калібру 7,62 мм.
Номенклатура боєприпасів включає як старі ракети для БМ-21 «Град», так і нові, керовані, з максимальною дальністю 40 км.
Підготування до пуску триває не більше 35 секунд, полишає місце пуску машина менш ніж за 20 секунд. Обслуга машини складається з 3 осіб. Підготування до пуску та сам пуск можна виконати з середини кабіни. Машина обладнана системами супутникової навігації GPS та ГЛОНАСС, сучасними засобами зв'язку.

#### Румунія
APR-40
Румунська ліцензійна копія на шасі DAC 665T. Виготовлялась компанією Aerostar у 1970-х — 1980-х.

#### Узбекистан
БМ-21МК «Бурон»Модифікація БМ-21 на базі вантажівки КамАЗ-43118.

#### Північна Корея
БМ-11
Модифікація БМ-21 (30-ствольний блок 122-мм РСЗВ на шасі тривісної вантажівки Isuzu TW).

#### Російська Федерація

##### 2Б26

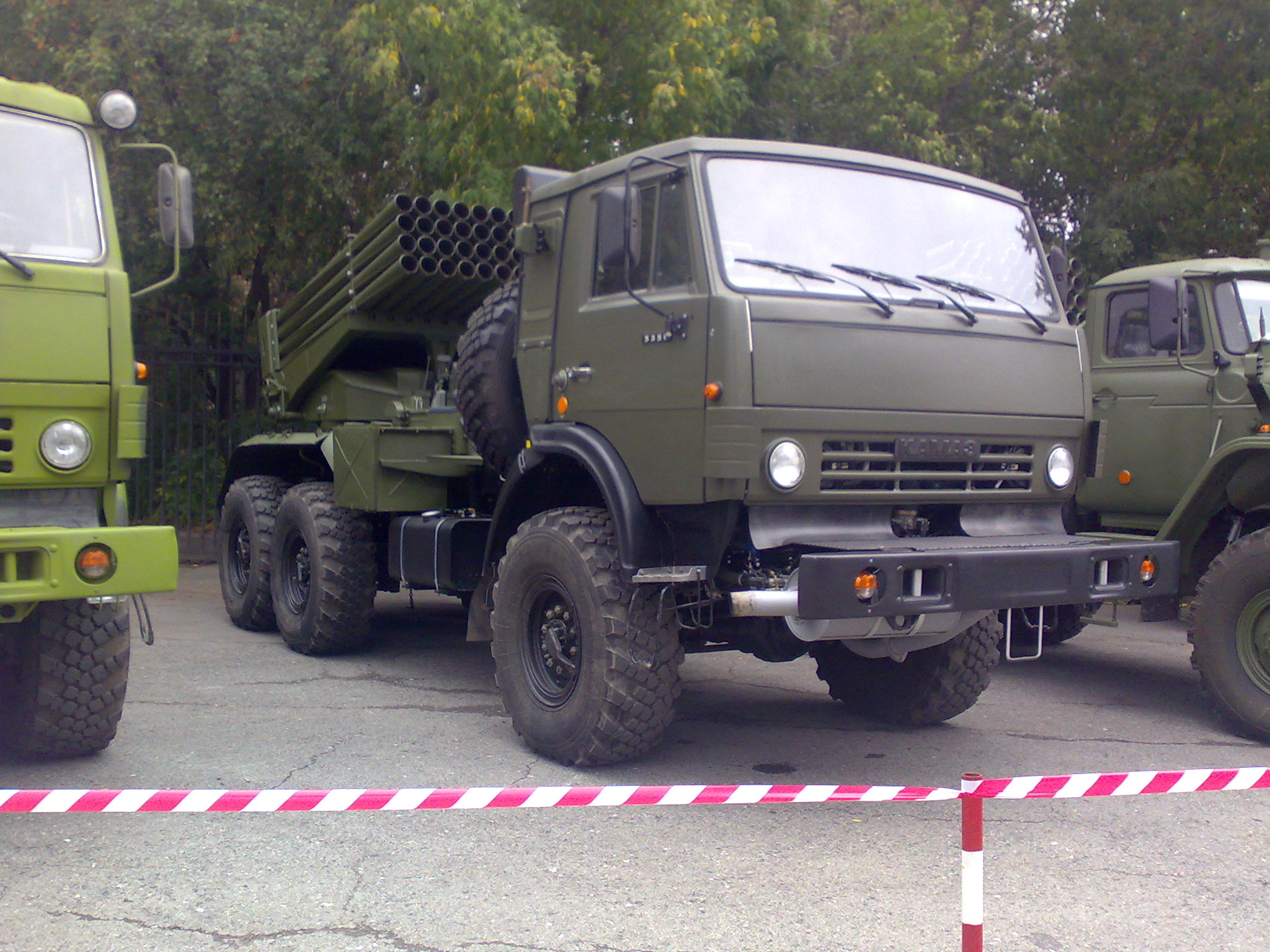
Бойова машина 2Б26 на виставці, присвяченій 275-річчю Мотовіліхінських заводів

Бойові машини 2Б26 є модернізацією наявних бойових машин 2Б5 «Град» за допомогою перенесення артилерійської частини з шасі автомобіля Урал-375Д на нове доопрацьоване шасі автомобіля КамАЗ-5350. Модернізацію здійснює ВАТ «Мотовіліхінські заводи». Вперше показана публіці 23 вересня 2011, надходити до російської армії почала 2012. Брала також участь у параді 9 травня 2012 в Ростові-на-Дону. Окрім оновлення шасі, машина має інші вдосконалення, зокрема, навігаційну систему. Обслуга машини 3 особи. Пуск снарядів може відбуватись з кабіни або з виносного пульта.
У січні 2015 одну машину 2Б26 було помічено в Донецьку на озброєнні російських терористів. Установку 2Б26 «Град» з порушенням умов відведення озброєнь виявила й СММ ОБСЄ, що було зазначено в звіті № 297/2020 від 14 грудня 2020 року.

##### 9К51М «Торнадо-Г»

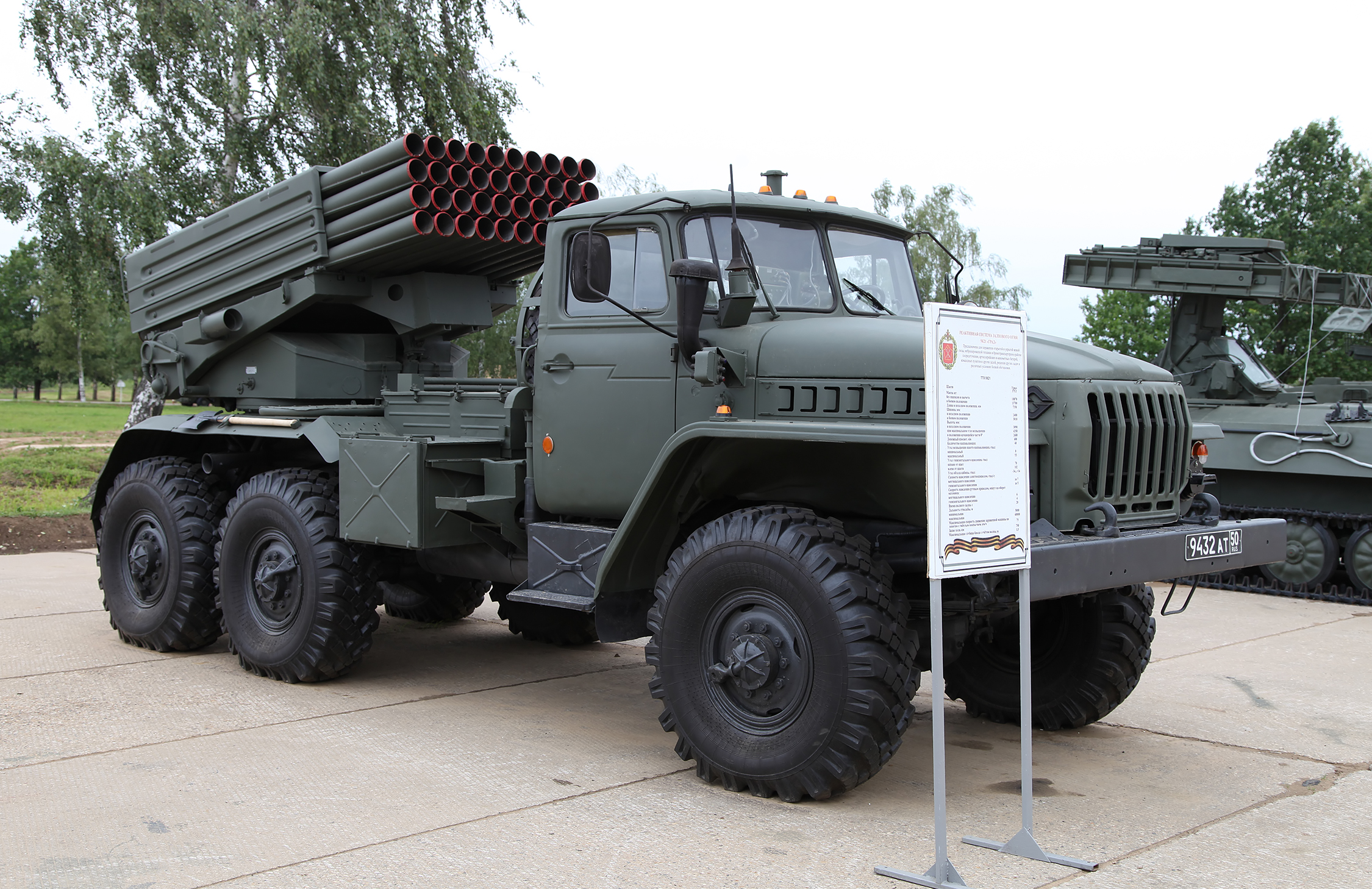
Бойова машина 2Б17-1 із складу РСЗВ 9К51М «Торнадо-Г» на Танковому біатлоні 2014 року

Роботи з модернізації РСЗВ «Град» розпочалися в 1990-ті в ГНПП «Сплав». Вперше модернізована РСЗВ була представлена в 1998 на показових стрільбах під Оренбургом. Планувалося, що в першому півріччі 2012 буде завершено державні випробування та вперше передадуть 36 бойових машин до Сухопутних військ РФ.
У липні 2012 перші РСЗВ «Торнадо-Г» надійшли на озброєння мотострілецьких підрозділів у Волгограді. 2013 система 9К51М завершила державні випробування і була прийнята на озброєння Російської Федерації.
До складу РСЗВ 9К51М належить нова модернізована бойова машина БМ-21, старі та нові типи 122-мм реактивних снарядів, а також КЗАУВ «Капустник-БМ». Розташована в кабіні бойової машини автоматизована система управління вогнем дозволяє вести вогонь без топогеодезичної підготовки та здійснювати наведення пакету з напрямними без виходу екіпажу із кабіни. Екіпаж зменшено з 3 до 2, тривалість розгортання на непідготованій бойовій позиції скорочено до 6 хвилин, а на підготованій — до 1 хвилини.
Бойові можливості нової системи поліпшені завдяки новим реактивним снарядам. До номенклатури увійшли касетні снаряди з відокремлюваною головною частиною та самоприцілювальними кумулятивними бойовими елементами, що дозволяють ефективно вражати броньовану бойову техніку супротивника.
Системи РСЗВ «Торнадо-Г» згадані в тексті меморандуму від 20 вересня, узгодженого з Мінськими домовленостями про припинення вогню від 9 вересня 2014.

#### Словаччина

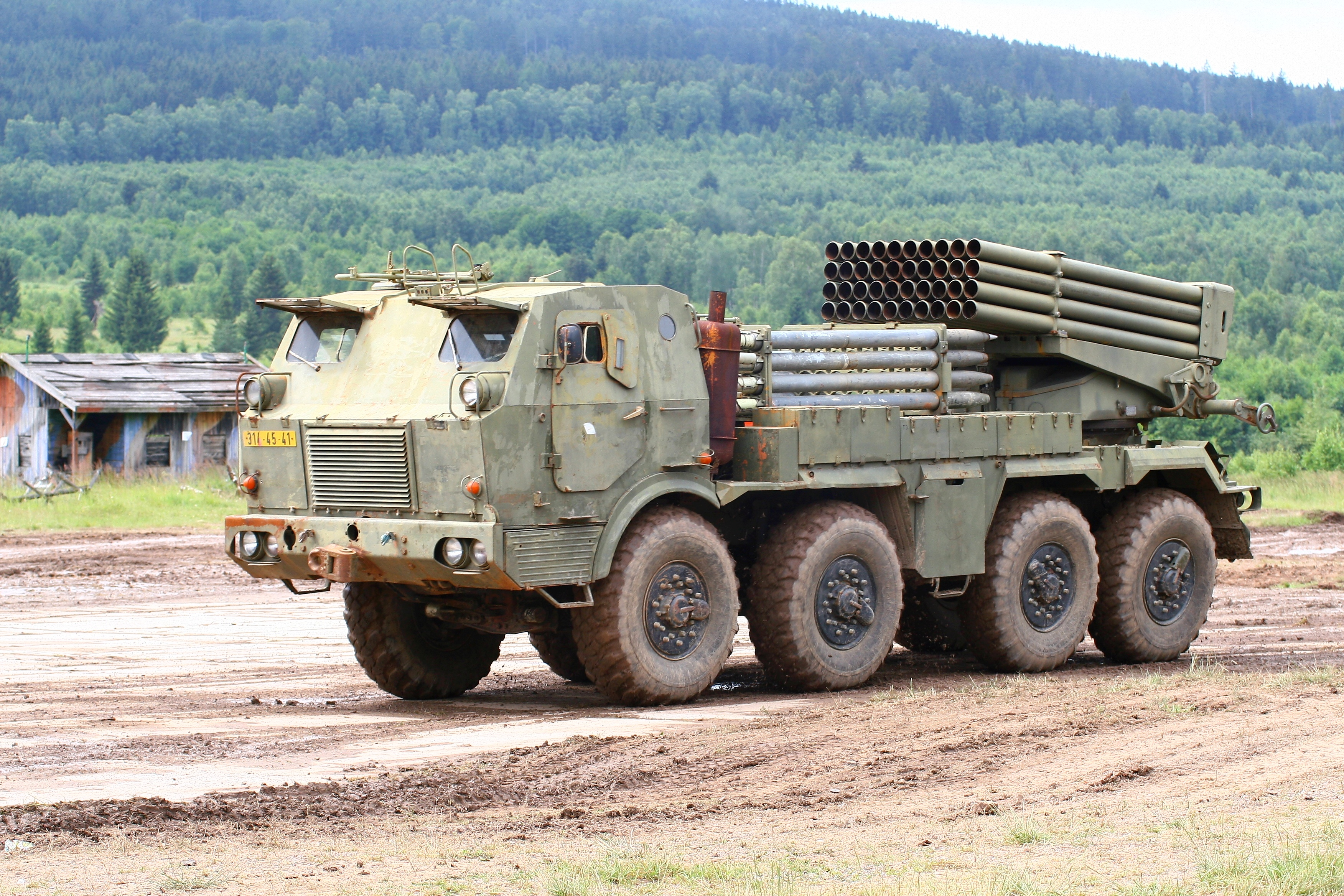
Чеська RM-70, 2018 рік

122 мм реактивна система залпового вогню RM-70 розроблена в Чехословачинні. Виготовлялася в 1971—1989 роках. На озброєнні — з 1972.
Виробництво було збережене на заводі в Дубниця-над-Вахом (Словаччина). У 2010 році знята з озброєння чеської армії. Словаччина продовжує випускати оновлену версію з американською РСЗВ.
Фактично це копія радянського БМ-21 «Град». За шасі служить Tatra T813 «Kolos» (8×8).
Некеровані ракети для комплексу — як радянські (9M22 та 9M28), так і місцевого виробництва.

#### Україна
В Україні налагоджено обслуговування та ремонт пускових установок РСЗВ «Град», створено й низку нових модифікацій.
У березні 2019 року на виставці «Зброя та безпека 2019» КБ «Південне» представили реактивний снаряд «Тайфун-1» 9М221Ф. Цей снаряд має аналогічну звичайному 9М22 осколково-фугасну бойову частину масою 18,4 кг, проте вдвічі більшу максимальну дальність (40 км замість 20). Наприкінці 2019 року, з повідомлення пресслужби КБ «Південне» стало відомо, що випробування реактивних снарядів системи залпового вогню «Тайфун-1» уже розпочато. На базі «Тайфун-1» розробляють керований снаряд «Тайфун-1М», а також модернізовані версії принципово нових реактивних систем залпового вогню «Тайфун-2» і «Тайфун-4».
29 квітня 2020 року на Одещині відбувся другий етап попередніх випробувань 122-мм реактивних снарядів «Тайфун-1» з пусками на максимальну дальність — 40 км.

##### БМ-21К
БМ-21К створювалася на основі модернізації ранішого зразка БМ-21 «Град». Машина зібрана з деталей вітчизняного виробництва, і є першою національною системою залпового реактивного вогню.
БМ-21 К створена державним підприємством 100-й ХАРЗ спільно з харківським КБ ім. Морозова. Праця над створенням БМ-21 К розпочалася в 2001 році. Було вирішено замінити російську автомобільну базу УРАЛ-375 на українську КрАЗ-260 із чотиридверною кабіною підвищеного комфорту. Після проходження випробувань на Яворівському військовому полігоні у грудні 2008 на державному рівні було ухвалено рішення щодо виробництва і здійснення заводських випробувань у Харкові. Експертна оцінка нового зразка озброєння становить 1 млн гривень.
Потужність двигуна, якщо порівняти з «Градом», збільшена на 60 к. с., і має 240 к. с., запас ходу було збільшено з 400 до 500 км. Суттєвим є те, що кожному з 5 членів екіпажу створено комфортні умови для роботи в бою. Основними перевагами БМ-21 К, за словами її творців, є збільшення її дальності ураження цілі від 20 до 40 км, нова система швидкого перезарядження, можливість ведення точного вогню з максимальною похибкою 90 метрів на відстані 40 км, поява супутникової системи спостереження і наведення на об'єкт, а також підвищення керованості реактивними пострілами.

##### БМ-21У «Град-М»
БМ-21У «Град-М» — український варіант модернізації радянської установки залпового вогню БМ-21 «Град». Спроєктовано дві машини далекої стрільби «Град» і «Град-М».
Завдяки можливостям КрАЗа вдвічі більшим став боєкомплект. Снаряди летять на два десятки кілометрів і вражають площинні цілі — пункти управління супротивника, аеродроми, стартові позиції ракет. РСЗВ БМ-21У «Град-М» встановлюється на шасі КрАЗ-6322, КрАЗ-6322-120-82.

##### КрАЗ-6322РА «Бастіон-01 (02)»

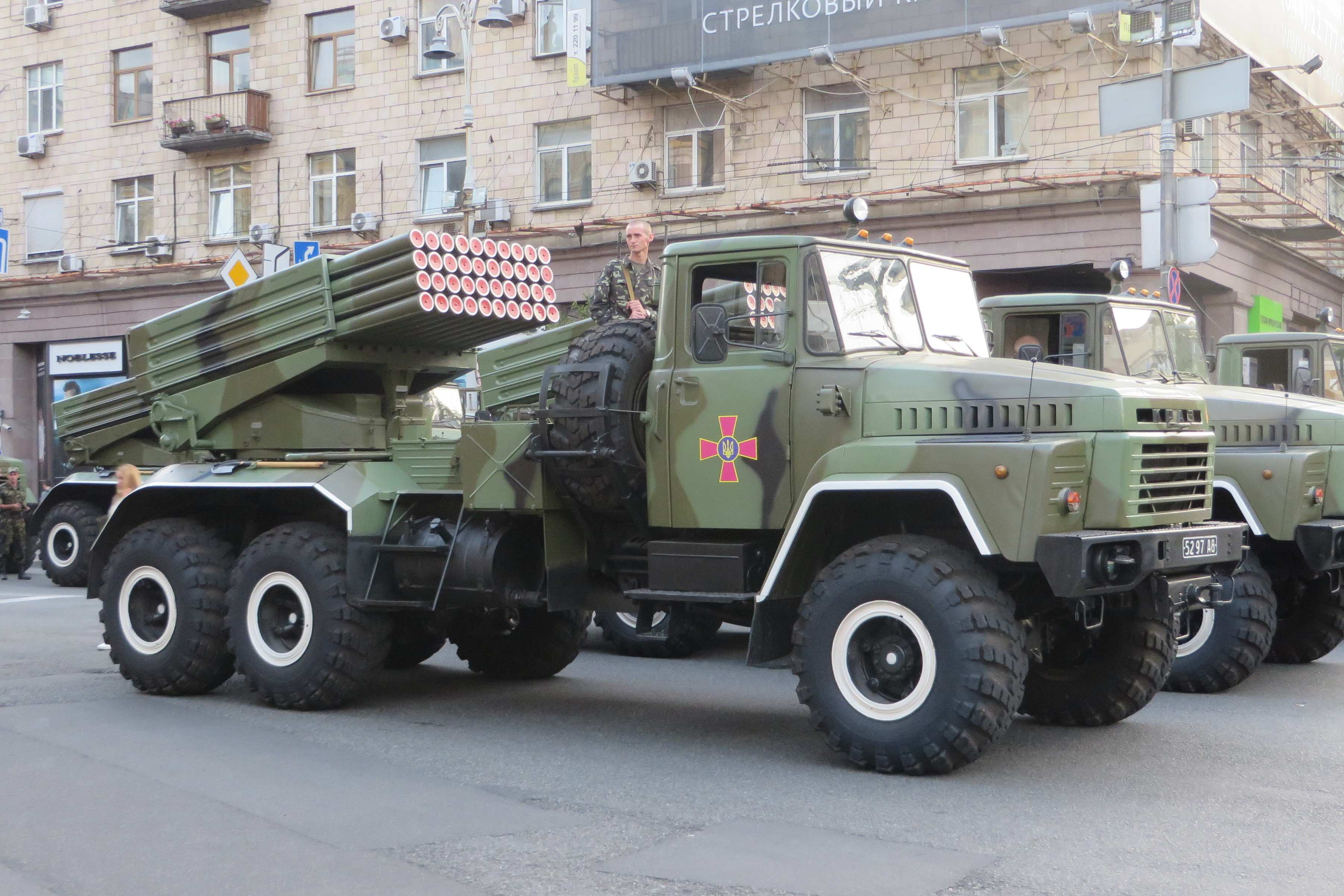
Українські системи залпового ракетного вогню Бастіон-01 під час тренувального маршу перед парадом на День незалежності, 22 серпня 2014 року, Київ

КрАЗ-6322РА «Бастіон-01 (02)» — українські бойові комплекси РСЗВ у складі автомобіля-шасі КрАЗ-6322 і артилерійської частини — реактивної системи залпового вогню БМ-21 «Град». Призначені для знищення живої сили й бойової техніки супротивника, артилерійських і мінометних батарей, руйнування укріплень, опорних пунктів і вузлів опору супротивника. Дальність стрільби комплексу — до 40 км.

##### РСЗВ «Верба»
Модернізація системи БМ-21 «Град» розробки Харківського конструкторського бюро ім. Морозова. Модернізована система встановлена на шасі КрАЗ і має 5-місну кабіну.
Управління вогнем, прицілювання, заряджання відбуваються в автоматичному режимі з кабіни, без безпосереднього втручання обслуги в роботу РСЗВ. Маса нової системи дорівнює майже 20 тонн, але вона здатна досягати швидкості до 85 км/год.

##### БМ-21УМ «Берест»
БМ-21УМ «Берест» є глибокою модернізацію БМ-21 «Град» виготовленою Шепетівським ремонтним заводом за власні обігові кошти. Стверджувалося, що у виробництві «Береста» використані лише українські складові, разом із шасі. Система побудована на базі вантажного шасі КрАЗ-5401НЕ, де кабіна вміщує увесь розрахунок, тоді як у «Града» частина бойового розрахунку розташована на відкритих сидіннях за кабіною, і модернізованої пускової установки БМ-21 «Град», де замість 40 ракет встановлено 50.

### Закордонні аналоги РСЗВ «Град» та БМ-21
Польова реактивна система залпового вогню БМ-21 та її складові стали прототипами ряду іноземних систем, зокрема «APRA», «PRL111», «PRL113», BM-11, «HADID», Lynx (Naiza, Найза), «Modular», WR-40 Langusta, T-122 Sakarya.

#### Китайська Народна Республіка
Тип 81Формально неліцензійна копія БМ-21 «Град», захоплена під час війни з В'єтнамом 1979. На озброєнні з 1982 року. Модернізована версія відоміша як PHZ81. База — вантажівка 6×6 Shaanxi Automobile Works Yan'an SX2150.
Тип 83Модифікація з 24 трубами на базі позашляховика Dong Feng. Загальна маса 8700 кг.
Тип 84Модифікація для розмінування з новими ракетами (бойове застосування на 30 та 40 км).
Тип 89Тип 81 на базі вантажівки з дизельним двигуном у 520 к. с.
Тип 90Розробка фірми NORINCO, відрізняється системою прицілювання та розгортання. Дуже подібна до югославської системи M-77 Oganj. База — вантажівка 6×6 Tiema SC2030.
Тип 90АМодернізована версія на базі 6×6 Tiema XC2200 з сучаснішою системою ведення вогню з застосуванням GPS.
Тип 90ВНайсучасніший варіант на шасі з колісною формулою 6×6 (наприклад Tiema SC2030 або Beifang Benchi 2629[джерело?]) та здатний вести вогонь як некерованими, так і коригованими реактивними боєприпасами. В номенклатурі боєприпасів виробництва китайського виробника NORINCO присутні як некеровані твердопаливні ракети з максимальною дальністю 20-40 км, так і кориговані, наприклад, Fire Dragon (BRE7) з коригуванням за GPS та інерціальною системою орієнтування.
PR50Варіант Тип 90В із 50 трубами та новими ракетами серії Weishi.
WS-6Зменшений варіант PR50 із 40 трубами.

## Боєприпаси

### Реактивні снаряди радянського та російського виробництва
Основні снаряди радянського та російського виробництва:
- Осколково-фугасні:
  - 9М22У — основний реактивний снаряд РСЗВ «Град».
  - 9М28Ф
  - 9М53Ф — Має відокремлювану бойову частину, що спускається на парашуті. Створений для РСЗВ 9К59 «Пріма», також може бути використаний модернізованою РСЗВ 9К51М «Торнадо-Г».
  - 9М521 — Має підвищену потужність та максимальну дальність стрільби, створений спеціально для модернізованої РСЗВ 9К51М «Торнадо-Г».
  - 9М522 — Має відокремлювану головну частину. Як і 9М521 має поліпшені характеристики, створений для РСЗВ 9К51М «Торнадо-Г».
- Касетні:
  - 3М16 — з головною частиною для дистанційного встановлення протипіхотних мін;
  - 9М28К — з головною частиною для дистанційного встановлення протитанкових мін;
  - 9М217 — з головною частиною та самонавідними бойовими елементами;
  - 9М218 — з головною частиною з кумулятивно-осколковими бойовими елементами.
- Інші:
  - 9M21 — хімічний;
  - 9М22С — запалювальний;
  - 9М28Д — агітаційний;
  - 9М42 — освітлювальний;
  - 9М43 — димовий;
  - 9М519-1…7 — комплект з 7 снарядів для створення радіоперешкод;

#### 9М22, 9М22У та 9М22С
9М22
Також має позначення М-21ОФ та М-21Ф, індекс 9М22, таблиці стрільб ТС-74 створений в НДІ-147 (нині НВО «Сплав»). Був першим, та деякий час єдиним, снарядом для РСЗВ «Град».
Осколково-фугасний реактивний снаряд М-21ОФ призначений для знищення та придушення живої сили та техніки супротивника в районах зосередження, артилерійських та мінометних батарей, для руйнування укріплень, опорних пунктів та вузлів спротиву супротивника.
На реактивному снаряді встановлені лопаті стабілізатора, що надають йому обертального руху під час польоту. Для поліпшення купчатості бою на головну частину снаряду надягають спеціальні гальмівні кільця: мале — при дальності стрільби 12-15,9 км, великі — при дальності менше 12 км.
Корпус реактивного двигуна досить довгий, тому він зроблений з двох циліндричних секцій.
Сопловий блок має одне центральне сопло та шість периферійних.
У снаряді використано головний підривач ударної дії МРВ (МРВ-У). Підривач має три позиції: миттєвої дії, малої, та великої затримки. Бойова частина 9Н22.
На базі снаряду 9М22 створений осколково-хімічний снаряд 9М23 «Лейка».
9М22У
9М22У — модернізована версія осколково-фугасного реактивного снаряда 9М22 (М-21ОФ). Створений в НДІ-147 (НВО «Сплав»). Має модернізований реактивний двигун з паливом РСТ-4К та бойову частину 9Н22У.
При вибуху головна частина викидає 1640 осколків заданої подрібненості (масою 2,4 г) та 2280 від корпуса (середньою масою 2,9 г). Таким чином теоретично снаряд має викинути 3920 осколків, на практиці ж маса, розміри, та кількість випущених осколків може бути іншою — через неможливість повного контролю за перебігом та впливом детонації на корпус снаряда. Повний залп — 40 реактивних снарядів, таким чином, призводить до детонації 256 кг вибухової речовини та викидання близько 156 800 осколків різної маси.
На базі осколково-фугасного 9М22У, в 1971р. НВО «Сплав» був створений запалювальний снаряд М-21З (9М22С). Основна відмінність від базового снаряда — встановлення запалювальної бойової частини.

### ТТХ снарядів різних виробників
РСЗВ «Град» може використовувати такі снаряди:
| Номенклатура боєприпасів        |           |                  |                     |             |                |                |                        |
| Індекс снаряду                  | Індекс БЧ | Маса снаряду, кг | Довжина снаряду, мм | Маса БЧ, кг | Маса ВР/ОР, кг | Тип підривника | Дальність стрільби, км |
| Осколково-фугасні               |           |                  |                     |             |                |                |                        |
| 9М22                            | 9Н51      | 65,72…66         | 2870                | 18,4        | 6,4            | контактний     | 5…20,4                 |
| 9М22У                           | 9Н51      | 66,6…66,78       | 2870                | 18,4        | 6,4            | контактний     | 5…20,4                 |
| 9М22У-1                         | 9Н51      | 66,6             | 2870                | 18,4        | 6,4            | контактний     | 5…20,4                 |
| 9М28Ф                           | 9Н55      | 56,5             | 2870                | 21          | 6,02           | контактний     | 4…15                   |
| 9М521                           |           | 66               | 2840                | 21          |                | електронний    | 15…40                  |
| 9М522                           |           | 70               | 3037                | 25          | 4,5            | електронний    | 8…37,5                 |
| M-21 OF                         |           | 66               | 2750                | 19,9        |                | контактний     | до 20,217              |
| Type 81 (осколково-фугасний)    |           | 60               |                     | 18,3        |                | контактний     | до 20                  |
| Type 81 (збільшеної дальності)  |           | 61               | 2757                |             |                | неконтактний   | до 30                  |
| Type 90A (осколково-фугасний)   |           | 61               | 2757                | 18,3        |                | контактний     | 12,7…32,7              |
| Rocket Steel Ball Shell         |           | 66,8             | 2870                | 19,25       | 6              | контактний     | до 20                  |
| Arash                           |           | 65               | 2815                | 18,38       |                | контактний     | до 21,5                |
| Noor                            |           | 45               | 2050                | 18,35       |                | контактний     | до 18                  |
| Long Range Rocket               |           | 72               | 3200                | 18          |                | контактний     | до 29                  |
| HE Yarmuk                       |           | 66               | 2875                | 20,4        | 6              | контактний     | до 20,58               |
| GRAD                            |           | 66,18            | 2753                |             |                | контактний     | до 20,13               |
| SPALL                           |           | 66,18            | 2753                |             |                | контактний     | до 20,13               |
| LR                              |           | 46,25            |                     | 12          | 6,4            | контактний     | до 12                  |
| EXP-122                         |           | 70,8             |                     | 20          |                | контактний     | до 24,6                |
| JROF                            |           | 65,8             | 2881                |             | 6,4            | контактний     |                        |
| JROF-K                          |           | 46,3             | 1932                |             | 6,4            | контактний     | до 11                  |
| Extended Range Artillery Rocket |           | 65,9             | 2900                | 18,4        |                | контактний     | 10…40                  |
| Касетні                         |           |                  |                     |             |                |                |                        |
| 3М16                            | 3М18      | 56,4             | 3019                | 21,6        | 5×0,14         | безконтактний  | 2,5…13,4               |
| 9М28К                           |           | 57,7             | 3019                | 22,8        | 3×1,85         | безконтактний  | 2,5…13,4               |
| 9М43                            |           | 56,5             | 2270                | 21          | 5×0,8          | безконтактний  | 5…20,1                 |
| 9М217                           |           | 70               | 3037                | 25          |                | електронний    | 8…30                   |
| 9М218                           |           | 70               | 3037                | 25          |                | електронний    | 8…30                   |
| Type 81 (з КОБЕ)                |           | 60,5             | 2927                | 18,3        |                | безконтактний  | до 20                  |
| Type 81 (з мінами)              |           | 60               |                     |             |                | безконтактний  | 7…15                   |
| Type 90A (касетний)             |           | 60,5             | 2927                | 19          |                | безконтактний  | до 32                  |
| Fadjr 6                         |           | 63               | 2830                | 32          |                | безконтактний  | 3,5…6                  |
| PLATAN                          |           | 75,1             | 3285                |             |                | безконтактний  | до 18                  |
| JRKK-G                          | AGAT      | 68               |                     |             |                | безконтактний  | 6,5…33                 |
| Trnovnik                        |           | 65,8             | 2780                | 14,85       |                | безконтактний  | 6,5…33                 |
| Керовані                        |           |                  |                     |             |                |                |                        |
| «Угроза-1М»                     |           | 66               | 2870                | 21          | 5,0            | контактний     | 1,6…42                 |
| Запалювальні                    |           |                  |                     |             |                |                |                        |
| 9М22С                           | 9Н510     | 66               | 2970                | 17,8        | 5,94           | контактний     | 1,5…19,89              |
| 9М28С                           | 9Н510     | 53               | 2318                | 17,8        | 5,94           | контактний     | 1,65…15,07             |
| Агітаційні                      |           |                  |                     |             |                |                |                        |
| 9М28Д                           | 9Н511     | 52,3             | 2280                | 17          | 0,142          | безконтактний  | 1,65…15,42             |
| Освітлювальні                   |           |                  |                     |             |                |                |                        |
| 9М42                            |           | 27               | 1760                |             |                | безконтактний  | 1…5                    |
| Постановщик вад КХ/УКХ          |           |                  |                     |             |                |                |                        |
| 9М519(-1…7)                     |           | 66               | 3025                | 18,4        | —              | безконтактний  | 4,5…18,3               |
| Хімічні                         |           |                  |                     |             |                |                |                        |
| 9М23                            | 9Н56      | 66,7             |                     | 19,3        | 2,9            | безконтактний  | до 19                  |
| 9М23М                           | 9Н57      | 67               |                     | 19,3        | 3,1            | безконтактний  | до 20                  |
|                                 | 9Н58      |                  |                     |             | 3,075          | безконтактний  |                        |
| Навчальні                       |           |                  |                     |             |                |                |                        |
| 9М28ФУЧ-ТР                      | —         | 56,5             | 2870                | —           | —              | —              | 4…15                   |
| 9Ф839                           |           | 74,5             | 3370                |             | —              | —              | до 11                  |
| 9Ф839-1                         |           | 74,5             | 3370                |             | —              | —              | до 11                  |
| 9Ф839-2                         |           | 77,8             | 3378                |             | —              | —              | до 11                  |

## Бойове застосування
Перше використання відбулося в боях за острів Даманський в березні 1969.
Починаючи з 1970-х, систему БМ-21 «Град» використовували у майже всіх локальних збройних конфліктах у світі в різних кліматичних зонах.

### Бої за острів Даманський

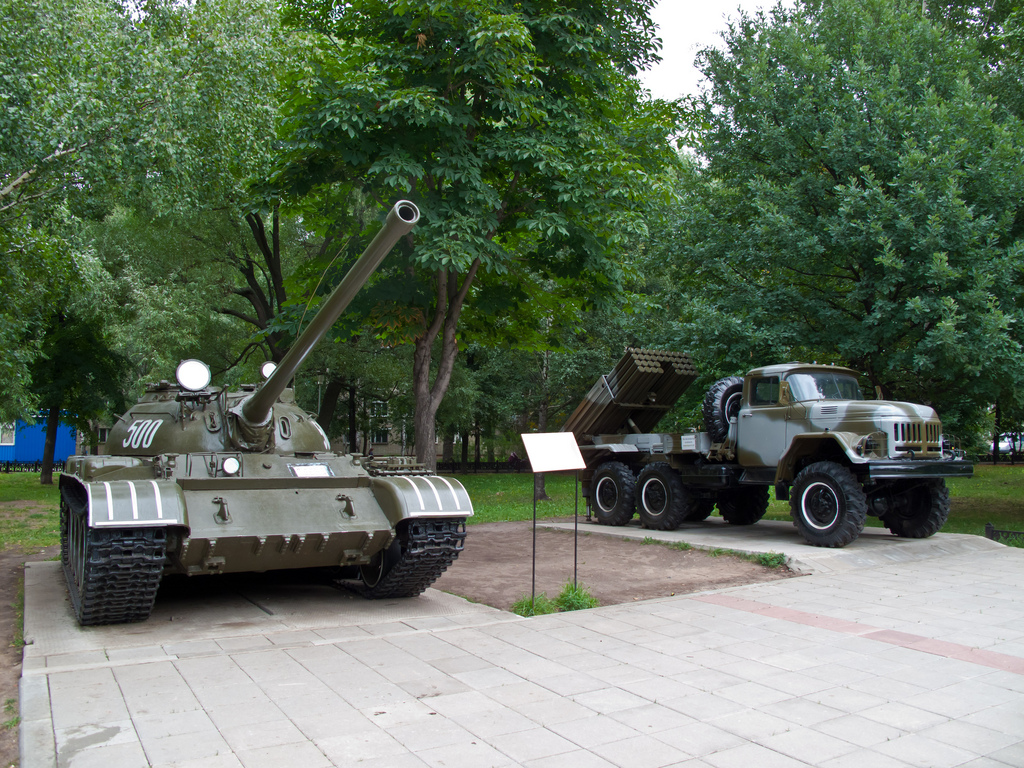
На Даманському вперше були застосовані новітні на той час танки Т-62 і системи залпового вогню БМ-21 «Град». Т-62 і БМ-21 «Град» в музейній експозиції.

Бойове хрещення система БМ-21 «Град» отримала під час збройного конфлікту між Радянським Союзом і Китаєм на острові Даманський на річці Уссурі.
Активна фаза протистояння між двома сторонами почалася 2 березня 1969 року, а вже 15 березня конфлікт сягнув апогею. Тоді китайці кинули в бій декілька рот піхоти при підтримці декількох артилерійських батарей. Бій за острів з використанням бронетехніки (бронетранспортерів і танків Т-62) тривав декілька годин.
Вже до 17-ї години радянські прикордонники були вимушені покинути острів. Китайці посилили мінометний вогонь. Прикордонники не могли дати відповідь, оскільки у них не було артилерії. До того часу в боях загинув начальник Іманського прикордонного загону полковник Д. В. Леонов, було втрачено декілька БТР-ів.
Нарешті командувач ДВО О. А. Лосік взяв на себе відповідальність та одноосібно вирішив підтримати прикордонників.
Приблизно о 17:10 артилерійський полк, декілька мінометних батарей і дивізіон установок «Град» 135-ї дивізії відкрили вогонь. Він тривав 10 хвилин. Ударів було завдано на глибину 20 км по китайській території. Війську супротивника, що висувалися до Даманського, було завдано великої шкоди. Резерви, пункти живлення, склади було знищено.
Водночас в атаку рушили 5 танків, 12 БТР і 2 мотострілецькі роти 199-мотострілецького полку та одна мотоманеврена група прикордонників. Китайців було вибито з острова.

### Російсько-українська війна

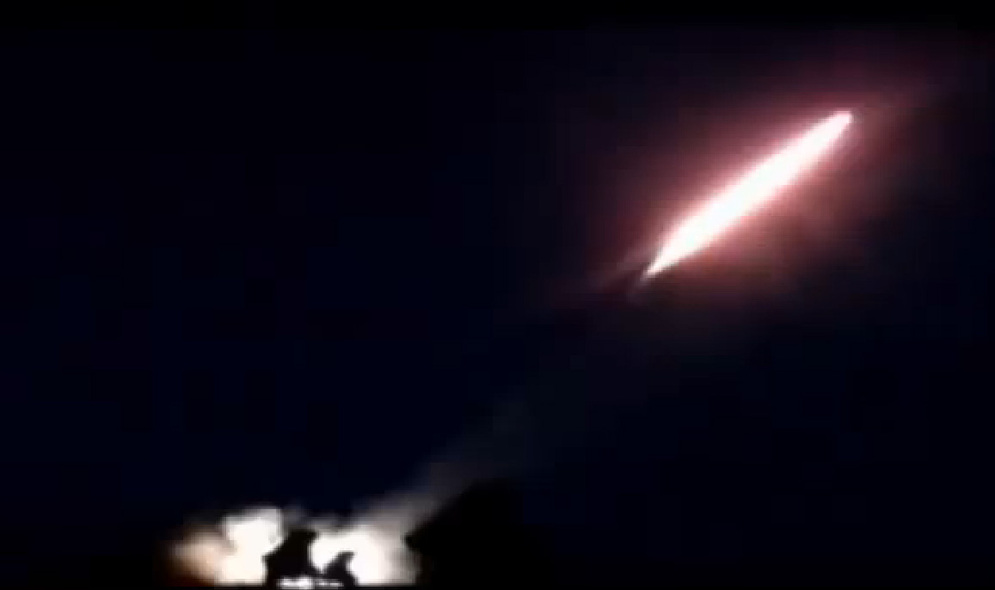
Бойова машина реактивної системи залпового вогню БМ-21 «Град» 28 омбр ЗСУ веде вогонь у зонi АТО пiд Донецьком

#### Огляд
БМ-21 «Град» активно використовують обидві сторони війни на сході України. На озброєнні російських військ було помічені бойові машини 2Б26, а в Мінському меморандумі від 20 вересня було згадано російську РСЗВ 9К51М «Торнадо-Г».

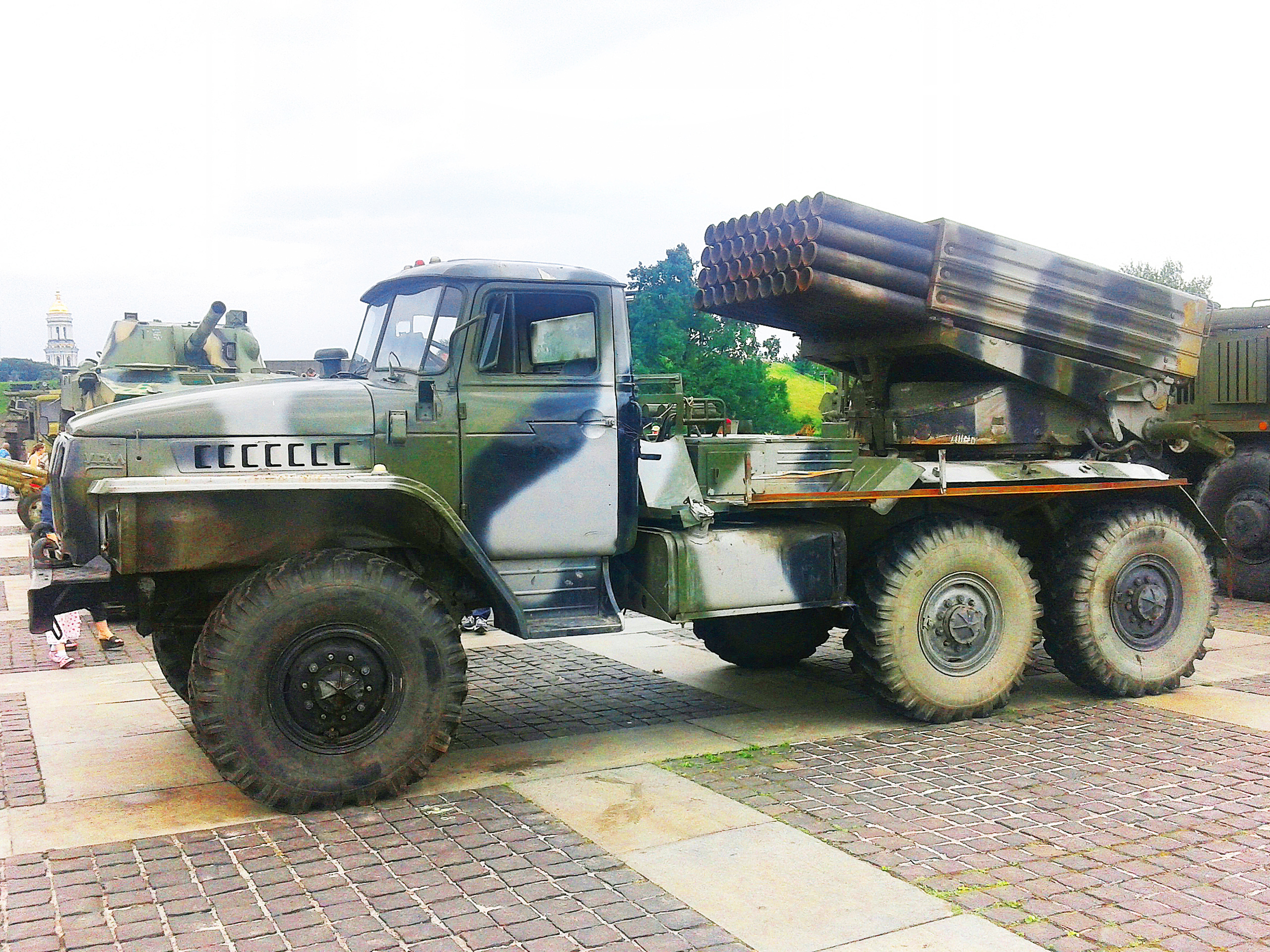
Пускова установка БМ-21 «Град» з якої було обстріляне Добропілля. На бортах видно саморобні кріплення для тентового накриття артилерійської частини з метою її приховання.

Перший випадок використання РСЗВ «Град» стався 13 червня 2014 о 8:20. Російські терористи спробували обстріляти блокпост 93-ї механізованої бригади на в'їзді в місто Добропілля Донецької області. Один снаряд влучив у блокпост, але не розірвався, проте інша частина залпу дала переліт — і накрила овочебазу, розташовано за 500 метрів за блокпостом[відсутнє в джерелі]. Одна цивільна людина загинула. Вогневі позиції терористів розташовувалися неподалік від населеного пункту Мерцалове.
Терористи спробували втекти, однак машину довелося залишити. Військовослужбовці ЗСУ виявили в ній таблиці для стрільби з РСЗВ, на якій вказаний номер військової частини 27777 — 18-а гвардійська мотострілецька бригада Російської Федерації. Місце дислокації — станиця Калинівська і аеропорту Ханкала Чеченської республіки. Командир батареї — гвардії капітан Дмитро Афанасьєв.
За даними штабу АТО, станом на березень 2015 на озброєнні російських терористів було понад 420 реактивних систем залпового вогню різних модифікацій. З початку АТО бойовиками було втрачено майже 170 РСЗВ різних модифікацій.
Крім того, вже у січні 2015 року на озброєнні російських терористів було помічено суто російські варіанти модернізації — машини 2Б26 «Град-К». Відомості про них потрапляли у звіти СММ ОБСЄ в 2020 та 2021 роках.
Нерозірваний запалювальний снаряд 9М22С було знайдено під Іловайськом у 2014 році. Аналогічний снаряд, який можна сплутати із білим фосфором, ймовірно застосовували у 2022 році. Наприкінці липня 2014 року на сході України було виявлено обгорілі капсули від снаряда 9М22С, які містили запальну суміш.
12 березня 2022 року було зафіксовано чергове використання російськими загарбниками запалювальних снарядів 9М22С при обстрілах Попасної. А наприкінці березня — Мар'їнки. У травні — захисників Маріуполя на території заводу «Азовсталь».

#### Обстріли населених пунктів
Російські терористи неодноразово обстрілювали снарядами РСЗВ «Град» населені пункти та невійськові об'єкти. Так, 14 жовтня 2014 під обстріл потрапило селище Сартана. На території селища вибухнуло від 12 до 20 снарядів. Один з них вибухнув на вулиці неподалік місцевого цвинтаря, коли нею йшло кількадесят людей, що повертались з похорон. Вибух забрав життя 7 людей, іще 17 були госпіталізовані з пораненнями різного ступеня тяжкості. Так само снарядами РСЗВ «Град» був обстріляний блокпост під Волновахою 13 січня 2015, внаслідок чого загинуло 12 цивільних осіб — пасажирів автобуса, що проходив контроль. 24 січня російські терористи обстріляли снарядами РСЗВ «Град» східні райони Маріуполя, через що загинуло 30 осіб. Російські терористи активно обстрілювали з РСЗВ «Град» й інші населені пункти, наприклад, 11 лютого 2015, під час боїв за Дебальцеве, місто було обстріляно 14 разів, зокрема й реактивними снарядами системи «Град».
У листопаді 2015 року, після порівняно тривалого перемир'я, російські терористи знову вдалися до обстрілів цивільних об'єктів та населених пунктів з РСЗВ «Град»: 16 листопада були обстріляні житлові сектори населеного пункту Красногорівка, а трохи згодом житлові сектори населеного пункту Горняк Донецької області. Загалом було випущено 12 ракет.
У травні 2017 року російсько-терористичні війська застосували проти жителів Красногорівки «нову» ракетну зброю. Мова йде про виготовлені кустарним чином ракети на «сирійський» манер (IRAM). Противник створив їх на основі двигуна від боєприпасу «Града» та величезної бойової частини. Непрогнозованість точки падіння таких ракет призводить до
великих втрат серед мирного населення.
За повідомленнями офіційних осіб та ЗМІ Росія неодноразово застосовувала установки «Град» для обстрілів житлових кварталів і об'єктів цивільної інфраструктури великих міст України під час Російського вторгнення в Україну (2022),
,
.

#### Обстріли з території РФ
На початку липня 2014 військовий табір сил АТО під Зеленопіллям було обстріляно з боку державного кордону з Російською Федерацією. Внаслідок обстрілу загинуло до 23 військових, було знищено військову техніку. На основі відкритих даних супутникових знімків Google Earth вдалось встановити можливе розташування вогневих позицій російських бойовиків: менше 1 км від неконтрольованої ділянки на південний схід від села Клуникове.
Російсько-терористичні війська неодноразово здійснювали обстріли і з території Російської Федерації. 17 липня 2014 випадковими свідками було зафіксовано обстріл української території з околиць міста Гуково, Ростовської області, на основі даних супутникового знімання було встановлено ціль удару: розташування українських військових поблизу шахти «Довжанська-Капітальна». 30 липня 2014 року з території Російської Федерації було обстріляно прикордонний пункт пропуску «Маринівка», 15 серпня було розбомблено прикордонний пункт пропуску «Успенка», 9 лютого 2015 із розташованих неподалік Станиці Мітякінської Ростовської області установок «Град» було обстріляне село Комишне поблизу Станиці Луганської.

### Друга Карабаська війна
Як поінформувало Міністерство оборони Азербайджану, 2 листопада з 00:30 до 02:25 на різних напрямках фронту підрозділами Азербайджанскої Армії було знищено 4 РСЗО БМ-21 «Град» вірменських збройних сил.

## Встановлені як пам'ятник
| Місце знаходження                                            | Фото                                 |
| ------------------------------------------------------------ | ------------------------------------ |
| Спадщанський ліс — музей партизанської слави біля м. Путивль | [недоступне посилання з серпня 2019] |

## Оператори

Оператори
Поточні
Колишні

РСЗВ БМ-21 впродовж кількох десятиліть у великій кількості вироблялась оборонною промисловістю СРСР, і наразі є наймасовішою машиною даного класу. Виробництво цих машин налагоджено в Китаї, Єгипті, Іраку, Ірані, Румунії і ПАР. Перебуває на озброєнні понад 30 країн.
| - Республіка Абхазія — 1 БМ-21, станом на 2008 - Азербайджан — 43 БМ-21, станом на 2012 - Алжир — 48 БМ-21, станом на 2012 - Ангола — 50 БМ-21, станом на 2012 - Вірменія — 47 БМ-21, станом на 2012 - Афганістан — певна кількість, станом на 2010 - Білорусь — 126 БМ-21, станом на 2012 - Болгарія — 124 БМ-21, станом на 2012 - Боснія і Герцеговина — 5 БМ-21, станом на 2012 - Бурунді — 12 БМ-21, станом на 2012 - Угорщина — більше 62 БМ-21 на зберіганні, станом на 2007 - Венесуела — 24 одиниці БМ-21, станом на 2012, поставлені в 2011 році із Росії. Контракт укладений 2009 - В'єтнам — 350 БМ-21, станом на 2012 - Гвінея — поставлено 18 одиниць БМ-21 - Грузія — 13 БМ-21, станом на 2012 - Еквадор — 18 БМ-21, станом на 2012 - Еритрея — 35 БМ-21, станом на 2012 - Ефіопія — близько 50 БМ-21, станом на 2012 - Єгипет — 60 БМ-21, станом на 2012 - Ємен — 280 БМ-21, із них близько 150 боєздатних, станом на 2012 - Замбія — 30 БМ-21, із них боєздатних вважають 12, станом на 2012 - Ізраїль — 58 БМ-21 на зберіганні, станом на 2012 - Індія — близько 150 БМ-21, станом на 2012 - Іран — 100 БМ-21, станом на 2012 - Ірак — певна кількість БМ-21, станом на 2012, загалом поставлено 154 одиниці БМ-21 - Казахстан — 100 БМ-21, станом на 2014 - Камбоджа — 8 БМ-21, станом на 2012 - Камерун — 20 БМ-21, станом на 2012 - Кенія — повідомляють про 11 БМ-21, станом на 2010 - Кіпр — 4 БМ-21, станом на 2012 - Киргизстан — 21 БМ-21, станом на 2014 - Конго — 10 БМ-21, станом на 2012 - ДР Конго — 24 БМ-21, станом на 2012 - Північна Корея — певна кількість, станом на 2012 - Кот-д'Івуар — 6 БМ-21, станом на 2012 - Куба — 175 БМ-14 і БМ-21, станом на 2012, загалом поставлено 178 одиниць БМ-21 - Ліван — 22 БМ-21, станом на 2012 - Лівія — певна кількість БМ-21, станом на 2012 - Малі — 2 БМ-21, станом на 2012 - Марокко — 35 БМ-21, станом на 2012 - Мозамбік — 12 БМ-21, станом на 2012 - Монголія — 130 БМ-21, станом на 2012 - Молдова — поставлено 14 одиниць БМ-21 - М'янма — ймовірно, певна кількість, станом на 2012 - Намібія — 5 БМ-21, станом на 2012 - Нігерія — поставлено 11 одиниць БМ-21 - Нікарагуа — 18 БМ-21, станом на 2012 - Перу — 14 БМ-21, станом на 2014 - Південна Осетія — 23 БМ-21, станом на 2008 - Південний Ємен — 54 одиниці БМ-21 поставлені СРСР в період з 1973 по 1975 роки | - Південний Судан — 15 БМ-21, станом на 2012 - Польща — 219 БМ-21, станом на 2008 - Північна Македонія — 6 БМ-21, станом на 2012 - Росія: - Сухопутні війська Росії — 2500 БМ-21, з них 1700 на зберіганні, станом на 2012 - Берегові війська ВМФ Росії — 36 БМ-21, станом на 2012 - Північний Ємен — 70 одиниць БМ-21 поставлені із СРСР в період з 1980 по 1981 - Сейшельські Острови — поставлено 2 одиниці БМ-21 - Сирія — до 300 БМ-21, станом на 2012 - Сомалі — 10 одиниць БМ-21 поставлені з СРСР 1976 - Судан — 90 БМ-21, станом на 2012 - США — 75 одиниць БМ-21 поставлено в період з 1992 по 2010 (63 із Румунії, іще 12 із України) - Таджикистан — 10 БМ-21, станом на 2014 - Танзанія — 58 БМ-21, станом на 2012 - Туркменістан — 56 БМ-21, станом на 2012 - Уганда — певна кількість БМ-21, станом на 2012 - Узбекистан — 36 БМ-21, станом на 2012 - Україна — 315 станом на 2021 рік. - Хорватія — 31 БМ-21, станом на 2012 |

### Україна
Станом на 2012 рік Україна мала 315 одиниць БМ-21 «Град».
У 2019 році державне підприємство «Шепетівський ремонтний завод» повідомило, що ним опановано виробництво напрямних труб для БМ-21 «Град» та успішні випробування в липні того ж року на одному з військових полігонів. Випробувано було чотири напрямні труби. Завод заявляє, що опанував повний цикл виробництва цього елементу наймасовішої реактивної системи залпового вогню в ЗСУ.
Навесні 2022 року Україна отримала певну кількість RM-70, як міжнародну технічну допомогу для відбиття великої російської навали. Також Україна отримала румунські APR-40, відомо про їх застосування 118 ОМБр.

## Галерея

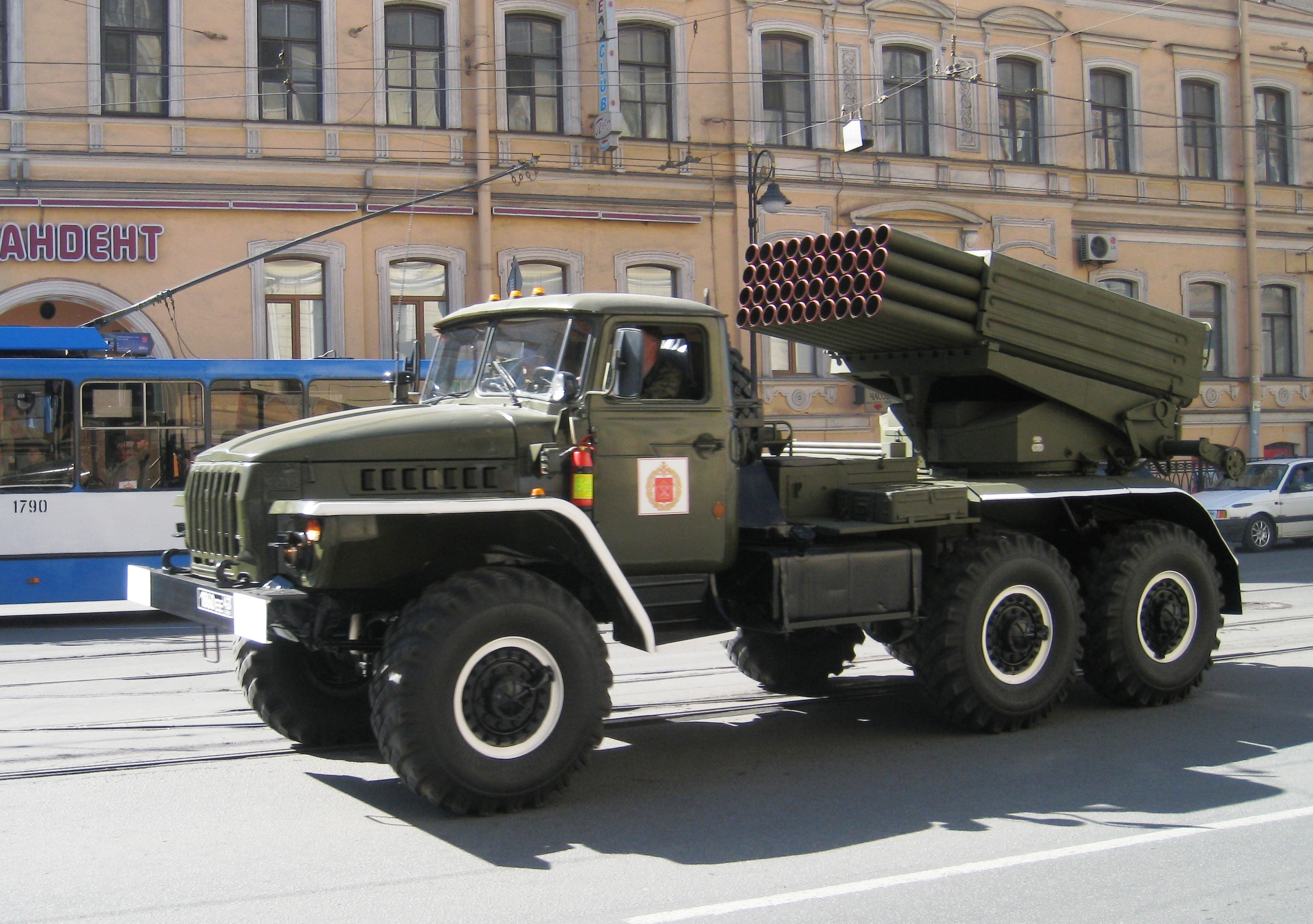
БМ-21-1 «Град», на базі Урал-4320
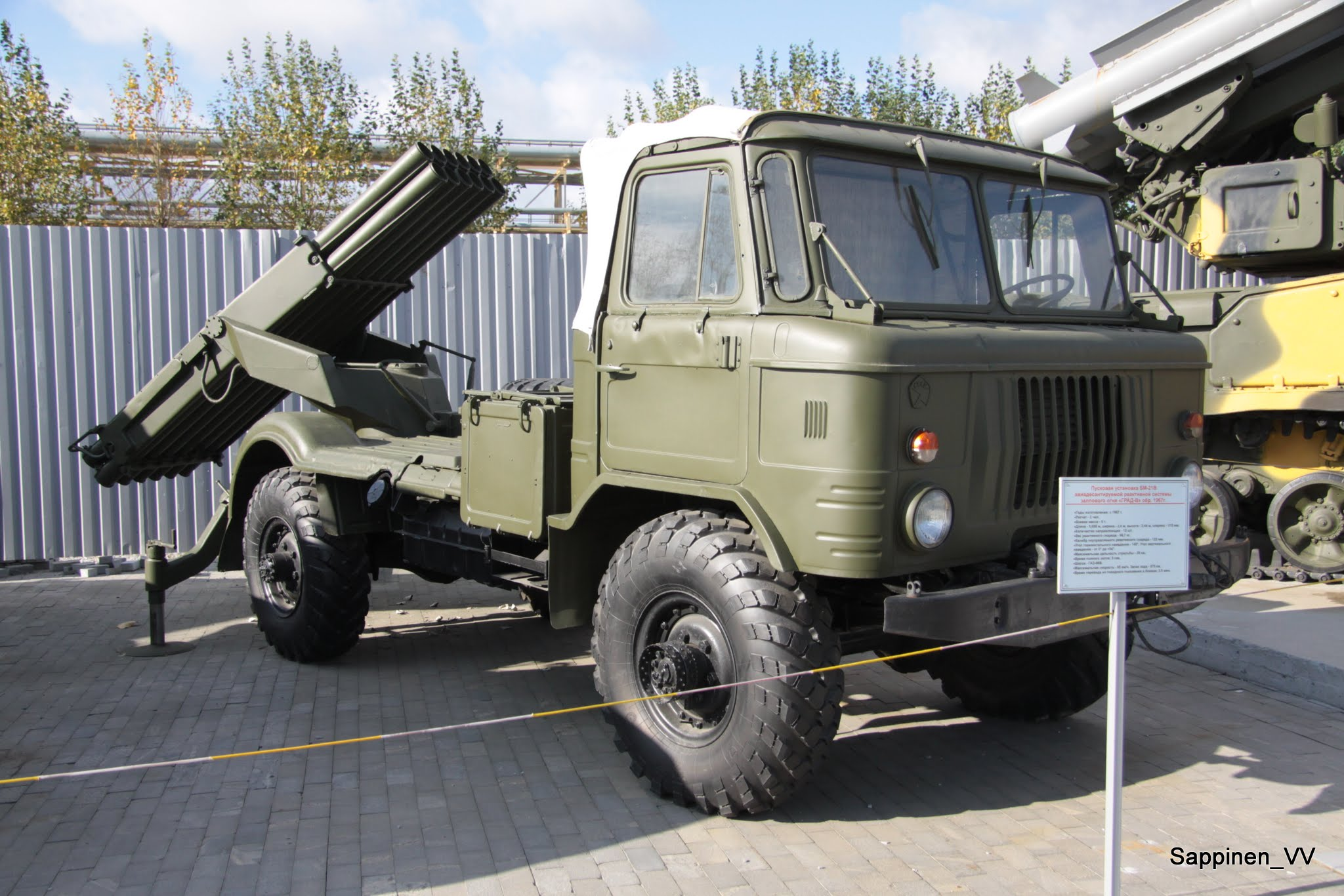
9Р125 «Град-5», на базі ГАЗ-66
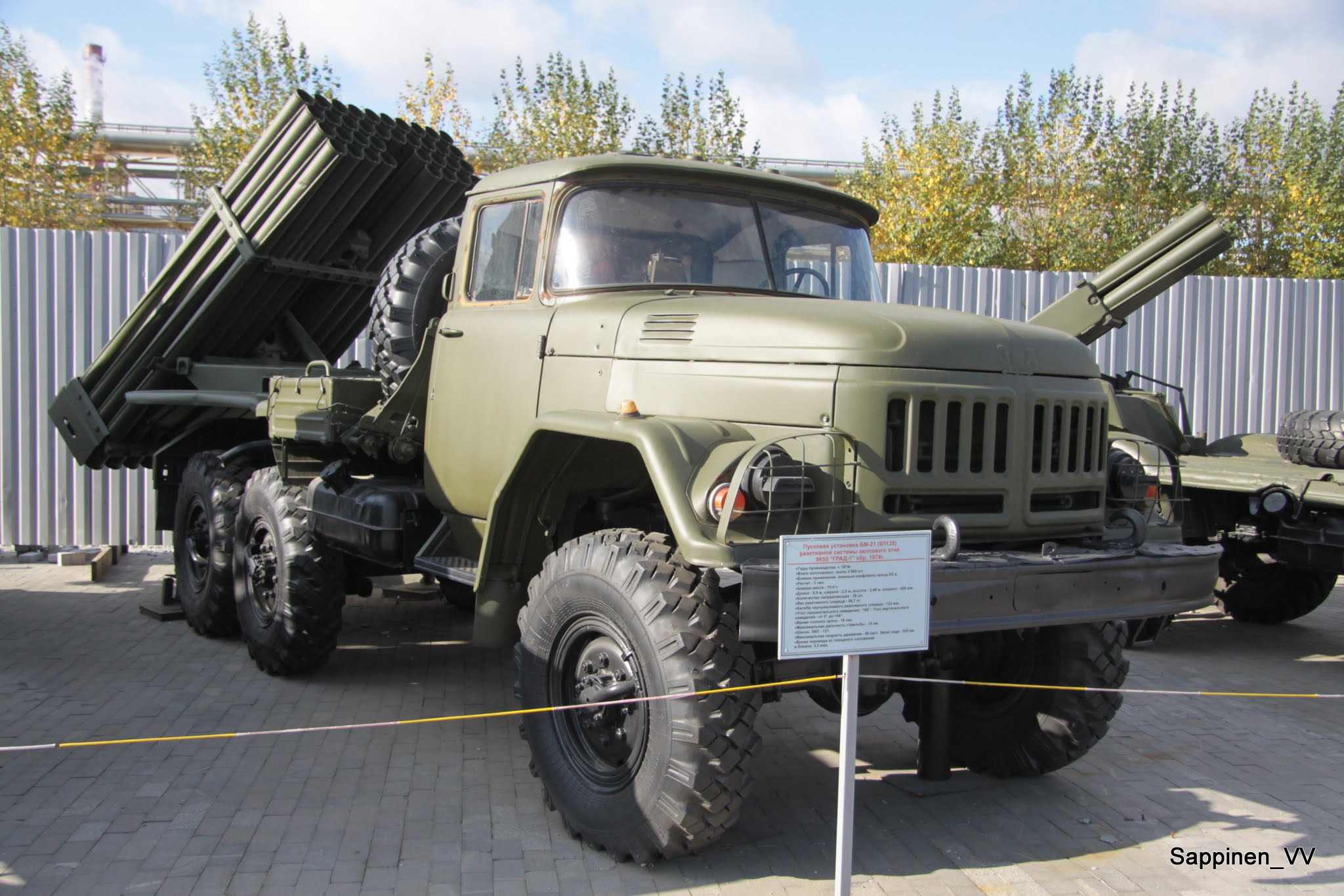
9Р138 «Град-1», на базі ЗІЛ-131
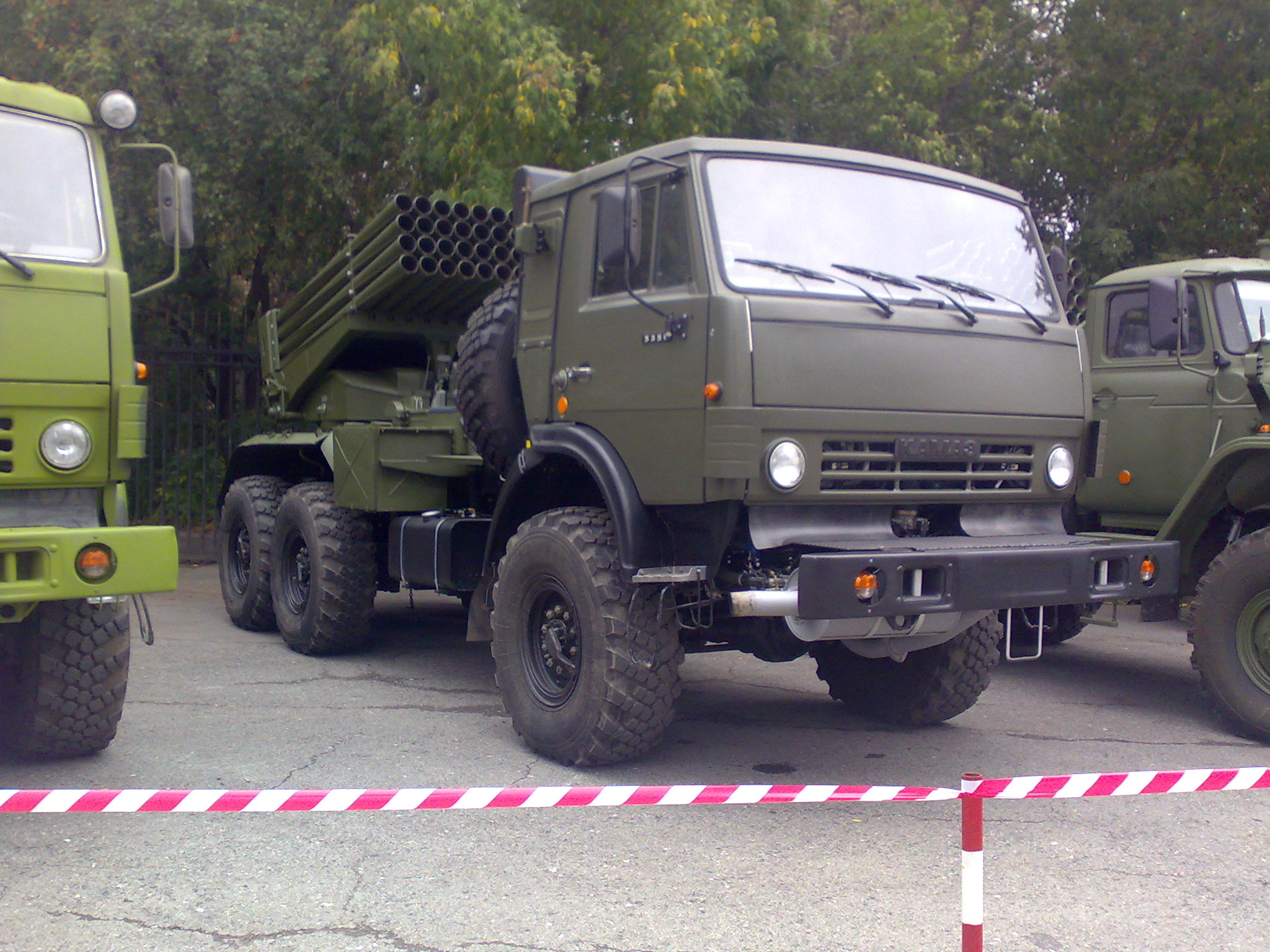
2Б26 «Град», на базі КАМАЗ 5350
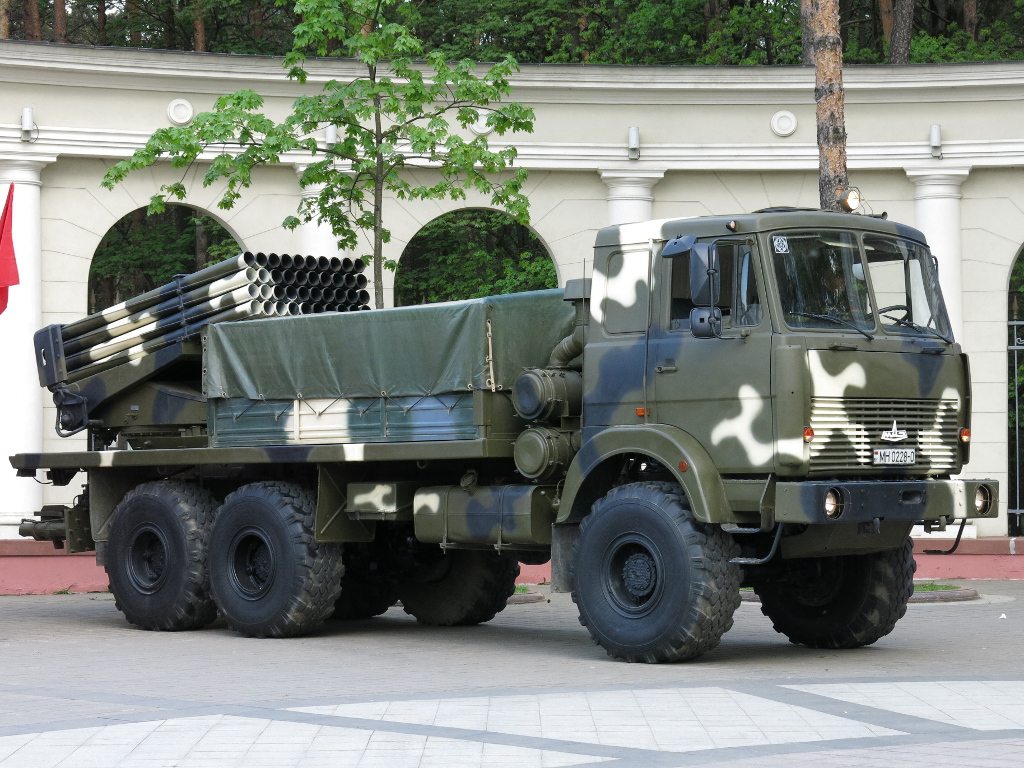
РСЗВ «Град-1А» (БелГрад), на базі МАЗ-6317
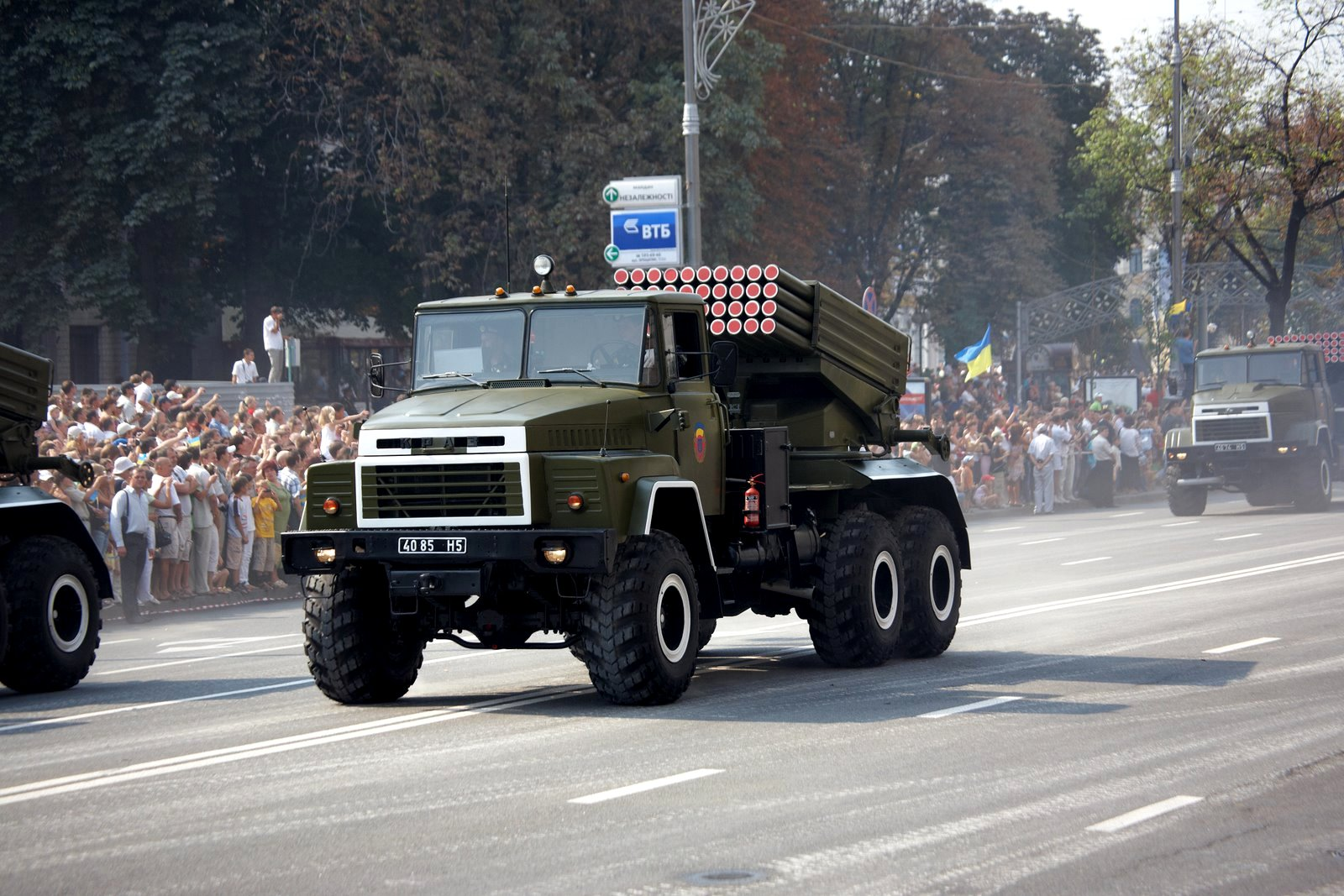
9К51 «Град», на базі КрАЗ-260
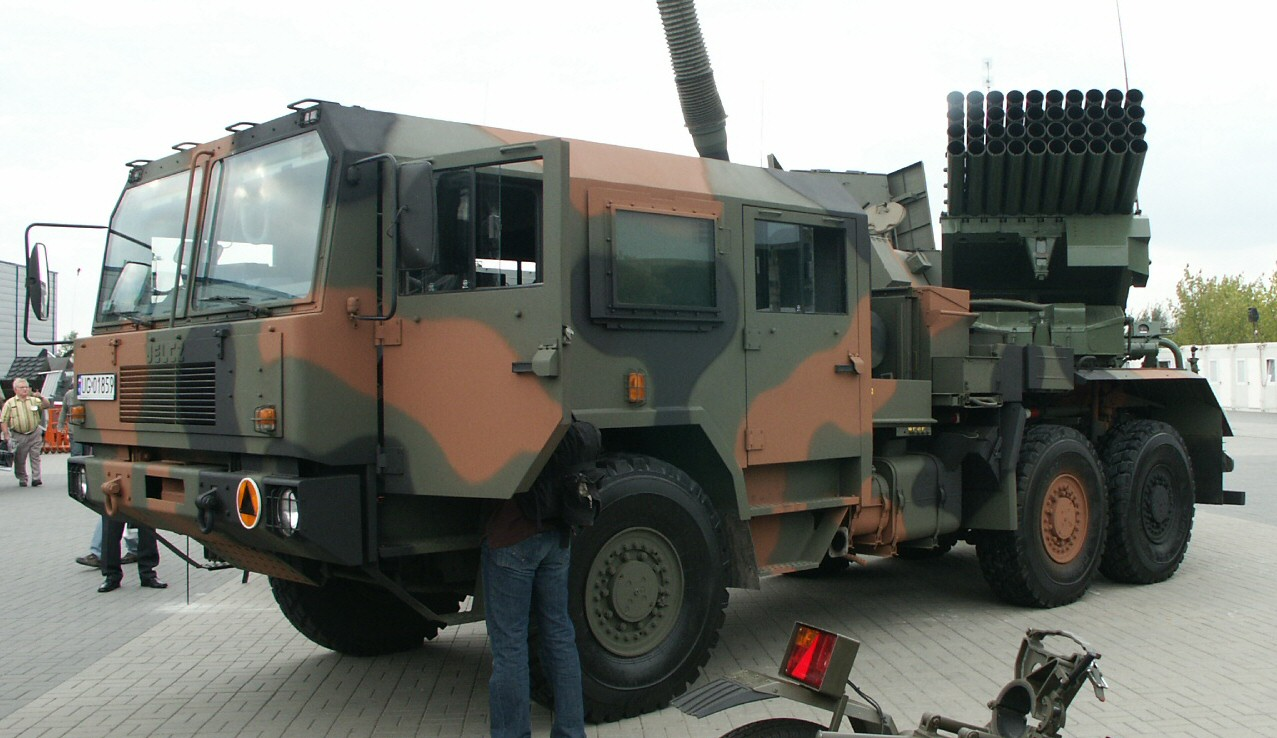
WR40 Langusta
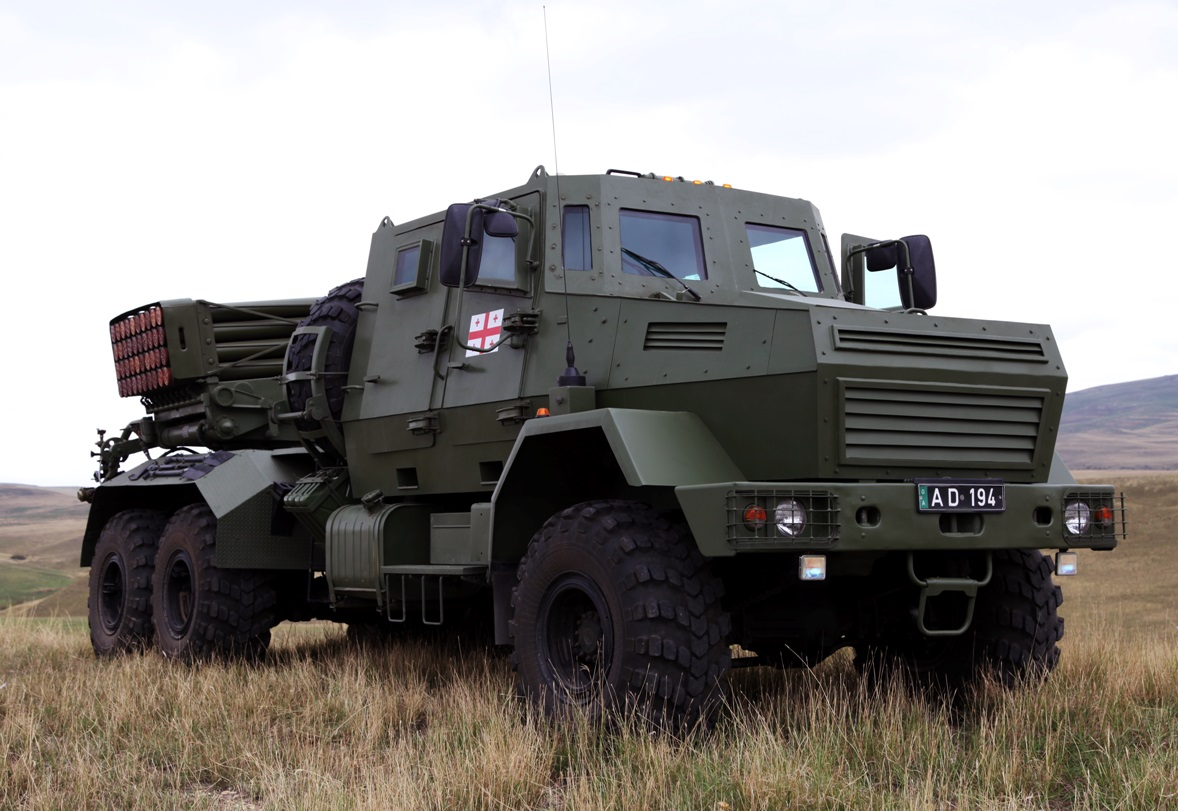
ZCRS-122, на базі броньованого КрАЗ-6322

## Виноски
1. ↑  Таблицы стрельбы осколочно-фугасными реактивными снарядами М-21ОФ. ТС-74, ТС-74М, ТС-74Б (вид. Изд-е 2-е). М.: Воениздат МО СССР. 1975.
2. 1 2 3 4  Призначений для РСЗВ 9К51М, у складі 9К51 може бути використаний лише за наявності ручного встановлювача електронних підривачів.
3. ↑  Снаряд виробництва Болгарії.
4. ↑  Снаряд виробництва Китаю.
5. ↑  Снаряд виробництва Китаю.
6. ↑  Снаряд виробництва Китаю.
7. ↑  Снаряд виробництва Китаю.
8. ↑  Китайська копія снаряду 9М22 для поставок до Ірану.
9. ↑  Вкорочена модифікація снаряду Arash. Виробництво в Ірані.
10. ↑  Подовжена модифікація снаряду Arash. Виробництво в Ірані.
11. ↑  Снаряд виробництва Пакистану.
12. ↑  Снаряд виробництва Польщі.
13. ↑  Снаряд виробництва Польщі. Містить 6500 готових вражаючих елементів
14. ↑  Снаряд виробництва Словаччини. Головна касетна частина містить 56 бойових елементів по 280 грамів калібром 38 мм і бронепробивністю гомогенної сталевої броні 110…130 мм по нормалі.
15. ↑  Снаряд виробництва Словаччини. Модернізований варіант снаряду 9М22 зі збільшеною дальністю.
16. ↑  Снаряд виробництва Словаччини.
17. ↑  Снаряд виробництва Словаччини.
18. ↑  Снаряд виробництва Туреччини.
19. ↑  Касетна головна частина містить 5 протипіхотних мін ПОМ-2.
20. ↑  Касетна головна частина містить 3 протитанкових міни ПТМ-3.
21. ↑  Касетна головна частина містить 5 димових елементів з червоним фосфором, що створюють димову завісу розмірами 1000×800 метрів, тривалістю до 5,3 хв.
22. ↑  Касетна головна частина містить 2 самонавідний кумулятивних бойових елементів з бронепробивністю 60…70 мм під кутом 30°.
23. ↑  Касетна головна частина містить 180 осколків та 45 кумулятивно-осколкових бойових елементів, що пробивають по нормалі гомогенну броню 100…120 мм завтовшки.
24. ↑  Снаряд виробництва Китаю. Головна касетна частина містить 39 бойових елементів Type 90 калібру 40 мм.
25. ↑  Снаряд виробництва Китаю. Головна касетна частина може містити протипіхотні або протитанкові міни.
26. ↑  Снаряд виробництва Китаю. Головна касетна частина містить 39 бойових елементів калібру 42,2&bnsp;мм, або невстановлену кількість мін діаметром 114 мм
27. ↑  Снаряд виробництва Ірану. Касетна головна частина містить 8 протитанкових або протипіхотних мін.
28. ↑  Снаряд виробництва Польщі. Касетна головна частина містить 5 протитанкових мін.
29. ↑  Снаряд виробництва Словаччини. Головна касетна частина містить 56 бойових елементів по 280 грамів калібру 38 мм та бронепробивністю гомогенної сталевої броні 110…130 мм по нормалі.
30. ↑  Снаряд виробництва Словаччини. Головна касетна частина містить 63 бойових елементів по 131 грам калібру 38 мм і бронепробивністю гомогенної сталевої броні 100 мм по нормалі.
31. ↑  Головна частина снаряду має лазерну голівку з комбінованою системою самонаведення на кінцевому відрізку траєкторії.
32. ↑  Забезпечує освітлення місцевості радіусом до 500 метрів протягом не менше 90 секунд.
33. ↑  Забезпечує загороджувальні шумові перешкоди в діапазоні частот від 1,5 до 120 МГц протягом не менше 60 хвилин.
34. ↑  Отруйна речовина Р-33 (VX).
35. ↑  Отруйна речовина Р-35 (зарин).
36. ↑  Отруйна речовина Р-55 (зоман).
37. ↑  Снаряд є імітатором повітряної цілі, спорядженим хибною тепловою ціллю типу «Дрозд».
38. ↑  Снаряд є імітатором повітряної цілі, спорядженим хибною тепловою ціллю типу «Дієз».
39. ↑  Снаряд є імітатором повітряної цілі, спорядженим радіолокаційним відбивачем.